# Святуха (нижний приток Свири)
Святу́ха — река в России, протекает в Подпорожском районе Ленинградской области.

## Географические сведения
Устье реки находится в 128 км от устья Свири по её левому берегу в городе Подпорожье. Длина реки составляет 19 км, площадь водосборного бассейна 80 км².

## Данные водного реестра
По данным государственного водного реестра России относится к Балтийскому бассейновому округу, водохозяйственный участок реки — Свирь без бассейна Онежского озера, речной подбассейн реки — Свирь (включая реки бассейна Онежского озера). Относится к речному бассейну реки Нева (включая бассейны рек Онежского и Ладожского озера).